# Gonomyia yemenensis
Gonomyia yemenensis är en tvåvingeart som beskrevs av Albany Hancock 2006. Gonomyia yemenensis ingår i släktet Gonomyia och familjen småharkrankar. Inga underarter finns listade i Catalogue of Life.